# Sankuru naturreservat
Sankuru naturreservat är ett naturreservat i Kongo-Kinshasa, upprättat 2007. Det ligger i provinsen Sankuru, i den centrala delen av landet, 1 000 km öster om huvudstaden Kinshasa.